# Jeumont
Jeumont település Franciaországban, Nord megyében. Lakosainak száma 10 273 fő (2022. január 1.). Jeumont Marpent, Colleret és Erquelinnes községekkel határos.

## Népesség
A település népességének változása:
| Lakosok száma | 9897 | 10 093 | 10 313 | 10 159 | 10 229 | 10 344 | 10 447 | 10 342 | 10 273 |
|               | 2013 | 2015   | 2016   | 2017   | 2018   | 2019   | 2020   | 2021   | 2022   |